# Bahnhof Jonava
Der Bahnhof Jonava ist ein Bahnhof in der Stadt Jonava im Distrikt Kaunas in Litauen. Er liegt an der Bahnstrecke Kaišiadorys–Liepāja und ist Ausgangspunkt einer Zweigstrecke nach Kaunas Somit ist hier ein Knotenpunkt an der Eisenbahnverbindung vom lettischen Liepāja (Libau) in die litauische Hauptstadt Vilnius (Wilna) sowie nach Kaunas. Der Bahnhof wird von der litauischen Eisenbahngesellschaft Lietuvos geležinkeliai betrieben.
Der Bahnhof verfügt über ein Warteraum und Toiletten (auch behindertengerecht). Es ist ein Nichtraucherbahnhof. Kostenlose Parkplätze befinden sich in der Nähe.

## Geschichte
Das Bahnhofsgebäude wurde 1871 von der Libau-Romny-Bahn gebaut. Es gab zu dieser Zeit Direktverbindungen nach Sankt Petersburg und Liepāja. Zu Sowjetzeiten gab es Züge nach Lwow (Lemberg) in der heutigen Ukraine.